# 篠原長房
篠原長房（日语：／，？—1573年8月13日、？—元龜四年七月十六日）生年不詳，日本戰國時代武將，三好氏家臣，阿波國麻植郡上櫻城城主，篠原長政之子。
長房是三好長慶之弟三好實休（義賢）的重臣，在實休於永祿五年（1562年）戰死後（久米田之戰），輔佐其遺子三好長治，團結阿波三好家。長房以能吏著稱，他參與了三好氏的分國法新加制式的編纂，同時也多次率領阿波和贊岐兩國的軍隊出征近畿。

## 經歷

### 三好氏重臣
長房是有著「三好千滿（實休）內者」之稱的篠原氏的筆頭人物。天文二十二年（1553年），三好實休殺害了阿波國守護細川持隆實現了下剋上，長房隨後效忠於實休，並在實休的指揮下參與了多場戰役。天文二十三年（1554年）十一月至弘治元年（1555年）二月，長房曾進軍播磨國；又在永禄元年（1558年）八月到十二月間，參與了攝津和山城的戰事；此外，也在永禄年間攻擊贊岐國的香川之景等地，四處征戰。
永祿二年（1559年）六月，長房迎娶了本願寺蓮如之孫、攝津富田的教行寺兼詮（實誓）之女為妻。
永禄四年（1561年）七月，三好氏與畠山高政及根來寺的戰爭爆發，三好實休帶領部隊進入和泉國，長房亦隨同參戰。在隨後永禄五年（1562年）三月的久米田之戰中，長房擔任先鋒，勇猛作戰，然而由於本陣防守薄弱，遭到敵軍襲擊，致使主君三好實休戰死。在實休死後，長房迅速集合部隊，並從戰場上撤退。同年五月，長房與實休的兄長三好長慶共同指揮，於教興寺之戰中擊敗了高政。
久米田之戰後，長房與木津城主篠原自遁（實長）以及板西城主赤澤宗傳一同剃髮，並以「岫雲斎怒朴」為號。

### 擁立足利義榮
實休去世後，阿波國國主由其長子三好長治繼承。然而，長治當時年僅8歲，因此由長房與同族的自遁和赤澤宗傳等人共同輔佐，長房也成為阿波國的實際發號施令者。永祿七年（1564年）十二月，長房得知三好長慶去世的消息便上洛與三好長逸、松永久秀等三好氏重臣商討後事，之後返回。
永祿八年（1565年）五月十九日，劍豪將軍足利義輝遭三好三人眾與松永久秀合謀殺害，然而三好三人眾與松永久秀很快地就為爭奪權力而產生激烈衝突，繼而引發內訌。作為平衡兩方的關鍵勢力，長房與其統領的阿波軍重新進入畿內鬥爭的舞臺。在與三好三人眾協商後，長房決定擁立平島公方足利義親（義榮）為繼任將軍。永祿九年（1566年）六月，長房受義親之命，帶領三好長治與細川真之（細川持隆之子，長治的異父兄），動員四國勢力從兵庫上陸，並與三好三人眾採取了協作路線，對抗松永久秀，進攻攝津越水城。不久，長房即從松永方的瓦林三河守手中成功地奪取了越水城，義親也同年九月進入越水城。此後長房即以此為據點在大和國等地展開戰爭。
永祿九年（1566年）十二月七日，義親從攝津越水城遷至富田莊普門寺。十二月二十四日，義親向朝廷請求任命為從五位下左馬頭，並在二十八日獲得批准。這使得義親在官位上與義昭平起平坐，名副其實地成為了將軍候補。《足利季世記》中便記錄了長房與阿波眾將士們歡喜的情景。
永祿十年（1567年）正月五日，義親接到朝廷正式任命的消息，並將自己的名字從“義親”改為“義榮”。據此，朝廷實際上已經認可了義榮就任將軍。
這一時期，可說是長房勢力最為風光鼎盛的時候，他很好地統合了阿波和贊岐兩國，支持了在長慶去世後逐漸式微的三好氏。佛洛伊斯《日本史》也記載“在這個時候，擁有比三好三人眾更強的勢力，幾乎能夠支配他們的，是篠原殿，他在阿波國擁有絕對的執政權力。” 。

### 信長上洛
永祿十年（1567年）二月，三好氏宗家當主三好義繼因不滿三好三人眾獨攬大權，便在松永久秀的慫恿離間下，投奔久秀一方，與長房及三好三人眾在畿內展開對抗。惟受制於實力強大的三人眾和阿波三好氏，久秀一方雖小有勝利（東大寺之戰），卻仍漸趨於下風。
就在久秀即將敗亡之際，永祿十一年（1568年）九月，織田信長擁立足利義昭上洛。九月十二日織田軍先是攻陷六角義賢的近江觀音寺城（觀音寺城之戰），緊接著在二十五日進軍至大津，長房和三人眾的軍隊也節節敗退。二十九日，退至山城勝龍寺城的岩成友通投降；三十日退至攝津芥川山城的細川昭元和三好長逸也放棄了城池。十月二日，長房也放棄了越水城，逃往阿波國。至於躲過敗亡命運的三好義繼和松永久秀，則選擇投降織田信長，三好氏勢力全面退出畿內。更加雪上加霜的是，14代將軍義榮也在這段期間內病逝。永祿十一年（1568年）十月十八日，義昭就任幕府第15代征夷大將軍。

### 本圀寺之變
敗退阿波後，長房等人重新整備準備對信長展開反擊。永祿十二年（1569年）一月，三好三人衆上陸和泉國，並襲擊本圀寺的義昭。然而，最終在細川藤孝、三好義繼以及攝津國的伊丹親興、池田勝正、荒木村重等援軍的抵抗下慘敗，最終再次逃回阿波國（本圀寺之變）。

### 野田城・福島城之戰
元龜元年（1570年）六月，池田勝正家臣荒木村重暗通三好長逸追放了池田勝正。同年七月二十一日，三好康長與三人眾再次在攝津中嶋上路，隨即開始修築野田城和福島城。八月，信長為討伐三人眾，展開了對攝津的遠征，並於二十六日攻打野田城和福島城。然而，在九月十三日由本願寺顯如所率領的石山本願寺加入反信長一方，三人眾成功抵擋了信長的攻勢。
另一方面，長房於九月十九日收到了本願寺法主顯如的盟約書信，隨後在二十七日率領阿波和讃岐的軍隊登入兵庫浦，擊殺了瓦林城和越水城的城主瓦林三河守。十月一日，他進入了野田城和福島城，並進一步向山城進軍。然而，在十一月二十一日，經過織田方的松永久秀的調解，長房與久秀之間進行了人質交換，達成了和睦協定。

### 本太城、高屋城和高槻城之戰
元龜元年（1570年），長房將女兒嫁給安富盛定。翌年，在三好長治的命令下，寒川元隣將大內郡中的四鄉讓與安富盛定，從而加強了長房在讃岐東部的勢力。元龜二年（1571年）五月，因受到與信長結盟的毛利氏的壓力，長房應浦上宗景的請求登陸備前國児島，並擊敗了小早川隆景麾下的粟屋就方軍隊（本太城之戰）。
元龜二年（1571年）六月十一日，長房率領阿波和讃岐軍隊再次登陸畿內，攻打河內高屋城主畠山昭高（信長的妹婿）。到八月底，攝津的荒木村重和池田知正聯合攻擊義昭方的茨木重朝、攝津三守護的伊丹親興，以及和田惟政，成功擊殺重朝和惟政。借著這個勢頭，池田軍攻陷了茨木城和郡山城，並圍攻和田惟長駐守的高槻城。松永久秀和久通父子，以及三好義繼也加入了圍攻軍隊。根據《佛洛伊斯日本史》的記載，高槻城的城下町在兩天兩夜內被徹底焚毀和摧毀。
當時，高槻城周邊的基督教會受到了和田氏與高山氏的庇護，並關注著事態的發展。弗洛伊斯派遣洛倫佐了齋前往織田信長處報告戰況。得知戰鬥情況後，信長於九月九日派遣佐久間信盛作為使者，勸告村重撤回高槻城的軍隊（《尋憲記》），但雙方軍隊均未有動作。到九月二十四日，義昭派遣明智光秀率兵出面進行調解（《言繼卿記》），在和談後村重等人最終決定撤兵。（白井河原之戰）

## 上櫻城之戰與篠原氏滅亡
細川持隆側室小少將是一著名人物。據《三好記》所載，小少將被譽為是絕世美女。她在持隆生前即與三好實休有不正當關係，後來成為實休的妻子，並育有三好長治和十河存保兩子。在篠原長房回到阿波國前後，小少將與篠原自遁開始密切交往，並隱隱有疏遠長房跡象。而長房也因糾正政務及勸誡小少將停止不倫行為，與小少將產生衝突，從而引發了小少將的不滿與憤怒。對現狀感到厭倦的長房，在元龜四年（1573年）三月，從勝瑞城出發，閉居於上櫻城。然而，長房的這一行為卻被認為是背叛了三好氏，三好長治和細川真之決定展開反擊，舉兵討伐長房。
元龜四年（1573年）五月，三好長治命十河存保為總大將，率領阿波國的森飛駝守、井澤右近大輔、贊岐國的香川氏、香西氏及淡路國的兵士，總計約7,000人，再加上紀伊國的3,000人（配備千把火槍）進發上櫻城。在查覺到三好軍的動向後，長房便在上櫻城的出丸—善入寺和東彈寺集結1,500名士兵，橫渡吉野川與之展開對峙。長房並加深了河道，使吉野川形成急流，使三好軍無法迅速渡河。雙方的戰鬥從一開始的遊擊戰，逐漸轉為圍攻，隨著包圍圈不斷縮小，上櫻城的補給線也被切斷。在這個空隙中，十河存保軍突破了出丸的善入寺和東彈寺，駐紮在大日寺。
因覺得戰敗在即，篠原長房將妻子和三個孩子，以及兩名家臣送往其妻的娘家—教行寺兼詮處避難。同年七月十五日夜，長房與長子篠原長重召集殘存兵力，在次日清晨縱火焚燒上櫻城的本丸周圍並突襲了駐紮在大日寺的存保軍，存保軍也因這突來的襲擊而慌亂不已。就在長重試圖從西門襲擊存保的本陣時，卻被香西氏的家臣植松資久從背後擊殺。不久，長房也在敵陣中戰死。戰場從上櫻城的山麓延伸至大日寺，此戰雙方的死亡人數據說達到3,000名（上櫻城之戰）。
長房的妻子和次子篠原新次郎、三子篠原義房等人安全抵達教行寺，之後逃往紀伊國。後來據說他們還曾為豐臣秀吉效力。新次郎也在之後返回故鄉，為父親和兄長建造了供養碑。

## 出處
1. ↑  天野忠幸（2010）
2. ↑  「私心記」永禄二年六月八日條『石山本願寺日記 下卷』（1966）
3. ↑  三好記
4. ↑  訳文は松田毅一・川崎桃太訳『日本史 4』（中央公論社、1978年）による
5. ↑  南海通記」（『改定史籍集覧 第7冊』）
6. ↑  若松和三郎「篠原長房雑考（5）」『ふるさと阿波』81号
7. 1 2  若松和三郎（2013）
8. 1 2  「香西史」（1930）